# 수험도

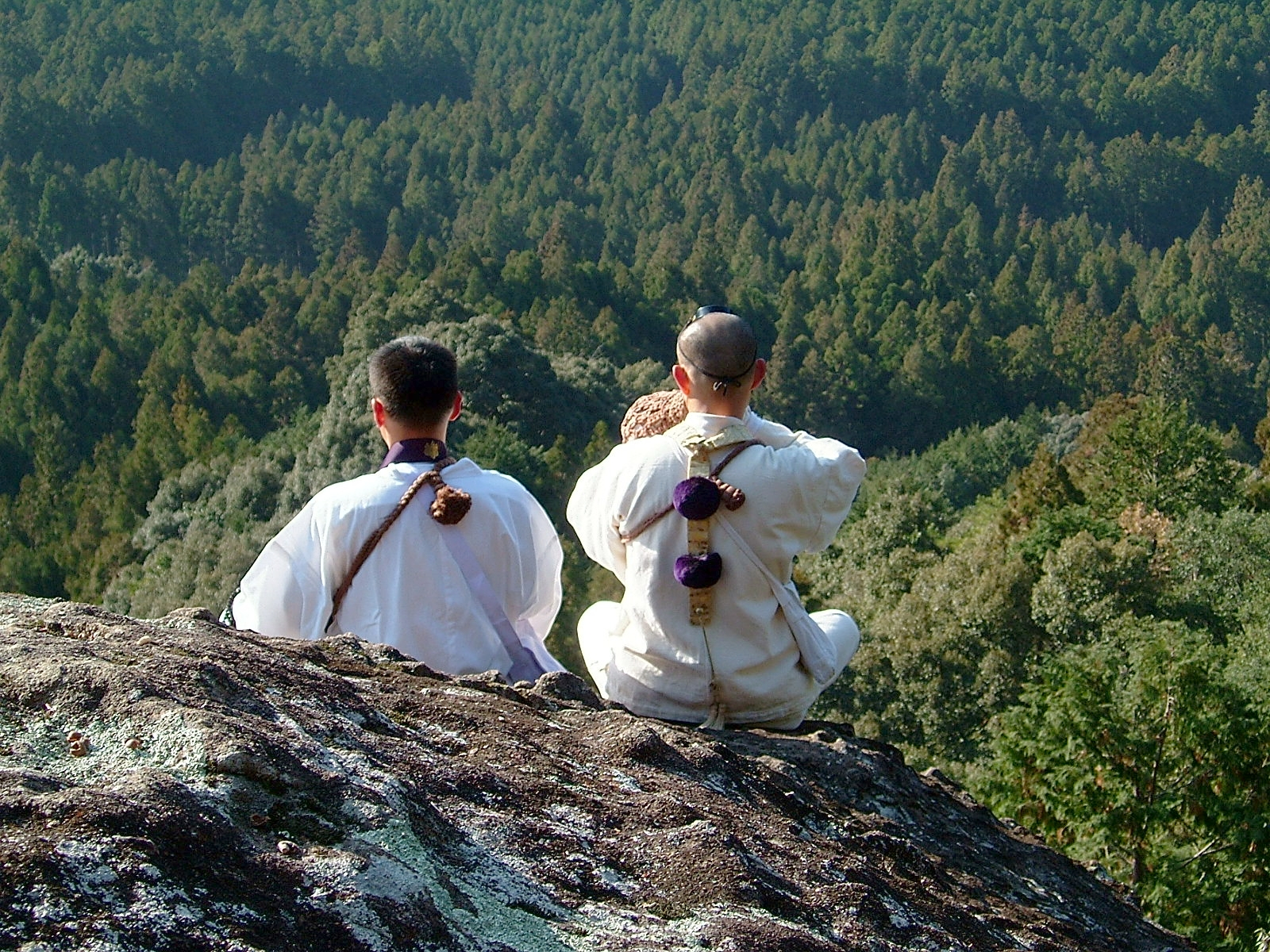
쿠마노의 심산에서 수행 중인 수험자들.

수험도(일본어: 修験道 슈겐도[*])는 산에 틀어박혀 엄격한 수행을 함으로써 깨달음을 얻고자 하는 일본 고래의 산악신앙이 불교와 결합된 일본 특유의 혼효종교이다. 불교의 종파로 취급할 경우 수험종(修験宗)이라고도 한다. 수험도를 익히는 자를 수험자 또는 산복이라 한다.

## 같이 보기
- 일본의 밀교
- 히에이산
- 오미네산
- 음양도
- 즉신성불